# Izabela de Bruce
Izabela de Bruce, właściwie: Isabella de Brus lub Isobail a Brus – księżniczka szkocka, królowa Norwegii jako druga żona króla Eryka II "Wroga Księży".
Była córką Roberta de Bruce'a, 8 lorda Annandale (zm. 1304) i Marjorie z Carrick (zm. 1292). Miała liczną rodzinę, jej najstarszym bratem był Robert I Bruce, pierwszy król Szkocji z dynastii Bruce; jej pozostałe rodzeństwo to Edward de Bruce – wielki król Irlandii, a także Aleksander, Tomasz, Niall, Krystyna, Małgorzata, Matylda i Maria.
Izabela została drugą żoną Eryka II, jego pierwsza żona – Małgorzata – była również księżniczką szkocką, córką króla Aleksandra III. Z pierwszego małżeństwa Eryk miał córkę – Małgorzatę zwaną "Panną Norweską", która w wieku 3 lat jako dziedziczka Aleksandra III została uznana królową Szkocji. Z Izabelą Eryk doczekał się kolejnej córki – Ingeborgi (zm. po 1353), która poślubiła księcia szwedzkiego, Waldemara (zm. 1318). 
Eryk zmarł w 1299 – nie doczekał się syna, więc tron Norwegii przejął jego brat, Haakon V Długonogi.